# Last Gasp
Last Gasp est une maison d'édition et un distributeur de comics underground situé à San Francisco.

## Historique

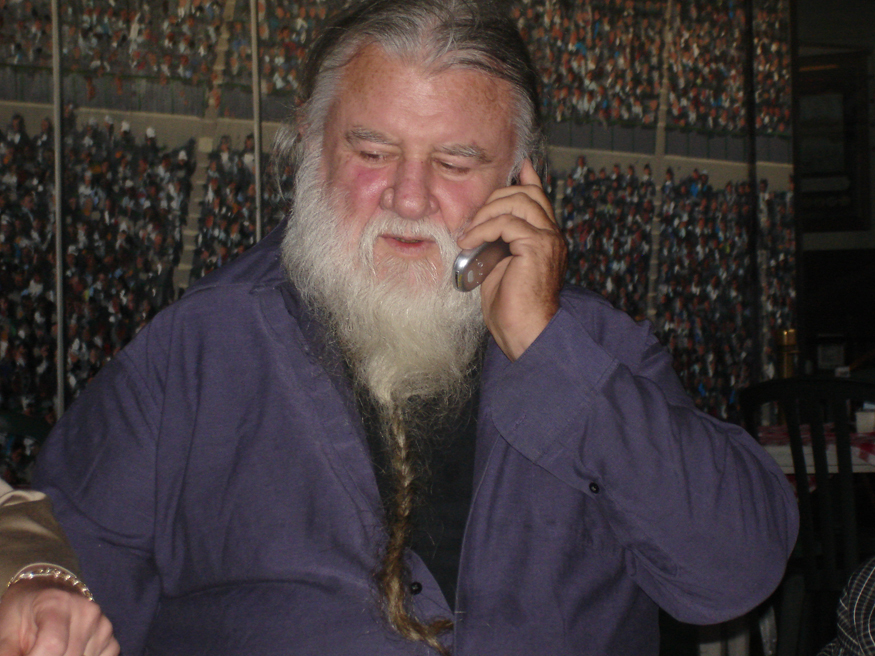
Ron Turner, 2007

Last Gasp est fondée à San Francisco en 1970 par Ron Turner,, afin de publier un magazine de bande-dessinée  Slow Death Funnies traitant de l'écologie. En 1972 il publie une anthologie It Ain't Me Babe dirigée par Trina Robbins, entièrement réalisée par des femmes. Last Gasp devient rapidement une référence dans le monde de la bande-dessinée underground. De nombreux artistes importants sont édités comme Tim Biskup, Robert Crumb, Richard Corben, Camille Rose Garcia, Justin Green, Spain Rodriguez, Mark Ryden, Dori Seda, Larry Welz, Robert Williams, et S. Clay Wilson. Au début des années 1980 Last Gasp publie quelques comics consacrés à la scène punk rock West Coast.

## Comics
Quelques séries publiées par Last Gap :
- The Adventures of Harold Hedd
- Anarchy Comics
- Binky Brown Meets the Holy Virgin Mary
- Brain Fantasy
- Cheech Wizard
- Cherry Poptart
- Harlan Ellison's Chocolate Alphabet
- Cocaine Comix
- Dirty Laundry
- Dopin' Dan
- Dr. Atomic
- Enigma
- Frescas Zizis
- Good Girls
- Grim Wit
- Horny Biker Slut
- Hup
- Inner City Romance
- It Ain't Me, Babe
- Last Gasp Comix & Stories
- Mickey Rat
- Neurocomics
- Slow Death Funnies
- Weirdo
- Wimmen's Comix
- Young Lust
- Zap

## Livres
- Dead Kennedys en 1983  (ISBN 0867196068)
- Zippy Stories par Bill Griffith en 1986  (ISBN 0-86719-325-5)
- (en) Kevin Evans et John Law, Tales of the San Francisco Cacophony Society : Spawn of the Suicide Club, Last Gasp, 2016, 296 p. (ISBN 0867197749, lire en ligne).

## Publication actuelle
Actuellement, Last Gasp publie peu de comic books. Ils ont édité des versions anglaises de mangas tels que Gen d'Hiroshima, Le Pays des cerisiers. La société publie des livres d'art et de photographie, des romans graphiques, des romans et de la poésie. Last Gasp est aussi éditeur, distributeur et vendeur de livres de tous genres souvent consacrés à la contre culture.